# دهستان باش‌قلعه
باش قلعه، دهستانی است از توابع بخش مرکزی شهرستان ارومیه در استان آذربایجان غربی ایران.
مرکز این دهستان، روستای توپراق قلعه می‌باشد.

## جمعیت
براساس سرشماری مرکز آمار ایران در سال ۱۳۹۵، جمعیت این دهستان برابر با ۱۰٬۰۴۳ نفر (۳٬۰۳۳ خانوار) بوده است.